# Tardo
El tardo es un duende de la mitología gallega, similar al trasno pero mucho más malévolo. 
Es pequeño, peludo, con muchos dientes, de color verdoso y ojos redondos y negros; tiene barba y va vestido con ropas viejas y un gorro rojo. Además, se diferencia de otros duendes porque lleva una pequeña y afilada espada. Acostumbra a vivir bajo tierra y aprovecha la oscuridad de la noche para entrar en las casas, y así, sentarse sobre el pecho de las personas dormidas, provocándoles dolor y terribles pesadillas.
Para librarse de él basta con dejar un cuenco con granos de maíz o algún otro cereal. Como es muy curioso, irá a ver el cuenco y empezará a contar los granos, pero como sólo sabe contar hasta cien, volverá a empezar una y otra vez y así pasará la noche sin molestar, desapareciendo al amanecer.